# 小林義雄 (菌類学者)
小林 義雄（こばやし よしお、1907年5月17日 - 1993年1月6日）は日本の菌類学者。理学博士（東京帝国大学、1940年）。
熊本市生まれ。1931年に東京帝国大学を卒業し、東京文理科大学の助手、講師を務めた後、1941年から1945年まで満州国立中央博物館の薦任官を務め、1946年から2年間、長春大学の教授を務めた。1948年から国立科学博物館の植物研究部員として働き、後に研究部長となった。
菌類の分類学的研究の他に、南方熊楠が残した菌類図譜稿本を整理し、1987年に「南方熊楠菌誌」を出版した。1970年に南方熊楠賞の第1回の受賞者となった。

## 著作
- 『極地: その自然と植物』（1969年、誠文堂新光社）
- 『分裂子: ある菌学者の随想録』（1972年、北隆館）
- 『菌類の世界: 驚異の生命力と生態を見る』（1975年、講談社ブルーバックス）
- 『世界の顕微鏡の歴史』（1980年、自費出版）
- 小林義雄、清水大典『冬虫夏草菌図譜』（1983年、保育社）
- 『日本中国菌類歴史と民俗学』（1983年、広川書店）
- 『続・分裂子』（1984年、自費出版）
- 『続々・分裂子』（1986年、自費出版）
- 『世界の菌類図譜』（1991年、善本社）
- 『日本産藻菌類図説』（1993年、鳥海書房）

## 献名
- Kobayasia S.Imai & A.Kawam., 1958 (和名、シラタマタケ）
- Kobayasiyomyces G. Okada, A. Hashim. & Degawa, 2024
- Cordyceps kobayasii Koval, 1984 (和名、ツクツクボウシタケ)
- Entoloma kobayasianum E.Horak, 1986
- Hirsutella kobayasii N.Vongvanich, P.Kittakoop, Isaka, S.Trakulnaleamsai, S.Vimuttipong, Tantich. & Y.Thebtaranonth, 2002
- Hymenostilbe kobayasii Koval, 1976
- Hysteronaevia kobayasii Nannf., 1984
- Inocybe kobayasii Hongo, 1959
- Luzula kobayasii Satake, 1932
- Octaviania kobayasii Orihara, 2012
- Pluteus kobayasii Hongo, 1976
- Schizoblastosporion kobayasii Soneda & Uchida, 1971
- Yosiokobayasia kusanagiensis (Kobayasi & Shimizu) Samson, Luangsa-ard & Thanakitp, 2020 (和名、クサナギヒメタンポタケ)